# Granithuset

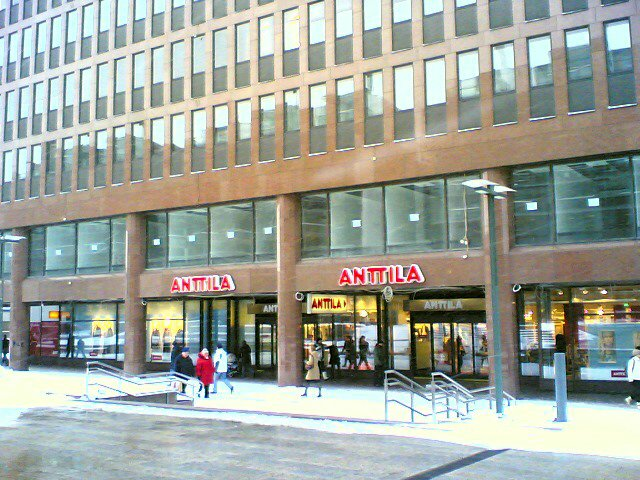
Anttila i Granithuset.

Granithuset (finska: Graniittitalo) är en byggnad vid bland andra Jakobsgatan och Salomonsgatan i Kampen i Helsingfors i Finland. Huset tar upp hela grannkvarteret till Tennispalatset. Det ritades av Heikki Sirén och Kaija Sirén och stod klart 1982. 
Husets uthyrningsyta är 23 379 m². Fastigheten ägs av Ömsesidiga pensionsförsäkringsbolaget Ilmarinen.
Åren 1988–2016 var varuhuset Anttila byggnadens största hyresgäst. År 2005 byggde Anttila också ut till bussterminalnivån i Kampens centrum, varifrån det fanns en direkt rulltrappsförbindelse till Granihussidan. Varuhuset stängdes i september 2016 på grund av Anttilas konkurs.